# Melhores marcadores de tries em jogos internacionais

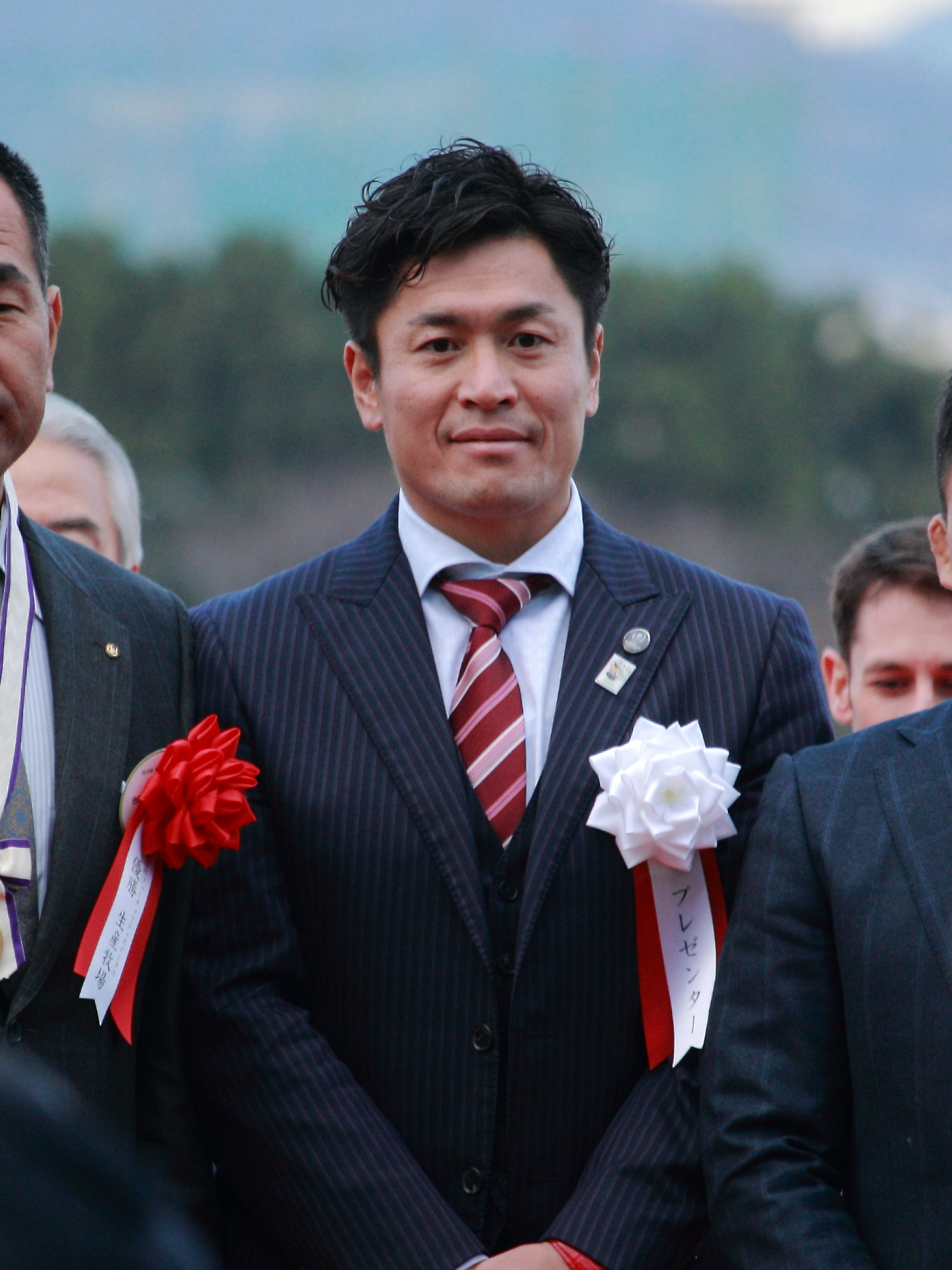
Daisuke Ohata possui o recorde

Esta é a lista dos melhores marcadores de tries em jogos internacionais de rugby.

## Anotadores
Actualizado o 31 de março de 2019
Indica-se a posição mais usual do jogador. Os jogadores em negrito continuam activos em seus seleccionados, enquanto os que estão em itálico continuam activos em seus clubes mas não em seus seleccionados.
|    | Jogador           | Tries | Selecção      | Carreira  | Posição  |
| -- | ----------------- | ----- | ------------- | --------- | -------- |
| 1  | Daisuke Ohata     | 69    |               | 1996–2006 | Wing     |
| 2  | Bryan Habana      | 67    |               | 2004–2018 | Wing     |
| 3  | David Campese     | 64    |               | 1982–1996 | Wing     |
| 4  | Shane Williams    | 58    |               | 2000–2011 | Wing     |
| 5  | Hirotoki Onozawa  | 55    | Japão         | 2001–2013 | Wing     |
| 6  | Doug Howlett      | 49    |               | 2007–2013 | Wing     |
| 7  | Rory Underwood    | 49    |               | 1984–1996 | Wing     |
| 8  | Julian Savea      | 46    | Nova Zelândia | 2012–2017 | Wing     |
| 9  | Christian Cullen  | 46    | Nova Zelândia | 1996–2003 | Wing     |
| 10 | Joe Rokocoko      | 46    | Nova Zelândia | 2003–2010 | Wing     |
| 11 | Brian Ou'Driscoll | 46    | Irlanda       | 1999–2014 | Centro   |
| 12 | Jeff Wilson       | 44    | Nova Zelândia | 1995–2007 | Wing     |
| 13 | Diego Ormaechea   | 41    |               | 1979–1999 | Oitavo   |
| 14 | Chris Latham      | 40    | Austrália     | 1998–2007 | Fullback |
| 15 | Gareth Thomas     | 40    | Gales         | 1995–2007 | Centro   |

Esta lista não considera aos partidos jogados nos British and Irish Lions, como se o faz Wikipedia em inglês por considerações pessoais de editores britânicos.